# Andrew Feldman (baron Feldman d'Elstree)
Andrew Simon Feldman, baron Feldman d'Elstree (né le 25 février 1966) est un avocat britannique, homme d'affaires, collecteur de fonds et homme politique conservateur.
Le Financial Times  décrit Feldman comme "le plus vieil ami politique de David Cameron" depuis qu'ils ont fait leurs études ensemble au Brasenose College, à Oxford. Feldman est responsable de la collecte de fonds de la campagne à la direction des conservateurs de David Cameron en 2005.
Il est créé pair à vie par David Cameron en 2010, puis président du Parti conservateur, d'abord en tant que coprésident aux côtés de Sayeeda Warsi puis de Grant Shapps entre 2010 et 2015, puis seul en tant que président unique à partir de mai 2015. Son mandat prend fin après la démission de David Cameron en juillet 2016.

## Jeunesse et famille
Il est né dans une famille juive à Londres, le fils aîné de Malcolm R Feldman (né en 1939) et de sa femme Marcia Summers (née en 1944). Sa grand-mère paternelle est d'origine autrichienne.
Il épouse Gabrielle Gourgey en 1999 ; ils ont deux fils et une fille. Ils vivent dans une maison de ville à Holland Park, juste au coin de la maison familiale de David Cameron avant Downing Street à Notting Hill.
Feldman fait ses études à la Haberdashers' Aske's Boys' School, une école indépendante à Elstree dans le Hertfordshire, suivi du Brasenose College de l'Université d'Oxford, où il obtient un diplôme de première classe en jurisprudence. Il poursuit ses études à la Inns of Court School of Law.
À Oxford, il joue pour l'équipe de tennis du Brasenose College, où il se lie d'amitié avec Cameron et Guy Spier. Feldman et Cameron aident à organiser le bal de mai du collège au cours de leur deuxième année. Feldman est président du comité du bal, tandis que Cameron s'occupe du divertissement. Feldman est depuis resté un proche confident de Cameron, qui lui a donné un bureau à Downing Street.

## Carrière commerciale
Feldman travaille comme consultant en gestion chez Bain & Co avant d'être admis au barreau en 1991 et de travailler comme avocat commercial à One Essex Court jusqu'en 1995.
Il travaille ensuite pour l'entreprise de mode familiale Jayroma (London) Ltd, en tant que directeur général puis président.
Il fait don au Parti conservateur par le biais de sa société Jayroma des montants suivants : 8 500 £ en 2008, 30 000 £ en 2009, 17 200 £ en 2010, 13 000 £ en 2011, 8 690 £ en 2012 .

## Campagne à la direction de David Cameron
Avec les encouragements et le soutien financier de Philip Harris, Feldman dirige les opérations et la collecte de fonds pour la candidature à la direction de David Cameron en 2005 pour le parti conservateur.
Feldman donne 10 000 £ à la campagne de Cameron par le biais de son entreprise de vêtements familiale Jayroma et en lève des dizaines de milliers d'autres auprès d'autres bailleurs de fonds.

## Chef de l'exécutif du Parti conservateur
En juillet 2008, David Cameron nomme Feldman au poste de directeur général du quartier général de la campagne conservatrice, un rôle clé dans la préparation des conservateurs pour les élections générales de 2010.
En octobre 2008, Feldman est mêlé au scandale du « Yachtgate » avec George Osborne. Lui et le chancelier fantôme Osborne sont tous deux invités sur le yacht du milliardaire Oleg Deripaska au large de Corfou lorsque Osborne est accusé d'avoir sollicité un don de 50 000 £ au parti, ce qui aurait été une violation de la loi interdisant les dons politiques de citoyens étrangers. C'est à l'époque où Feldman est le principal collecteur de fonds de Cameron. Tous deux nient avoir discuté de la sollicitation de dons de Deripaska, contrairement à l'affirmation faite à l'époque par Nathaniel Philip Rothschild qui a organisé l'événement.

## Président du Parti conservateur
Après l'arrivée des conservateurs au gouvernement avec les libéraux-démocrates le 11 mai 2010, Cameron nomme Feldman coprésident du parti, avec Sayeeda Warsi. Le fait d'avoir un bureau à Downing Street est un privilège jamais accordé auparavant à un président de parti . L'une de ses tâches est de renforcer le parti et d'augmenter le nombre de ses membres.
Le 17 décembre 2010, Feldman est créé pair à vie en tant que baron Feldman d'Elstree, d'Elstree dans le comté de Hertfordshire et il est présenté à la Chambre des Lords, où il siège en tant que conservateur, le 20 décembre 2010.